# سیاه‌اسطلخ میرزاربیع
سیاه‌اسطلخ میرزاربیع، روستایی است از توابع بخش خشکبیجار شهرستان رشت در استان گیلان ایران.

## جمعیت
این روستا در دهستان نوشرخشکبیجار قرار دارد و براساس سرشماری مرکز آمار ایران در سال ۱۳۸۵، جمعیت آن ۴۶۰ نفر (۱۳۲خانوار) بوده‌است.